# Фанфулла
Фанфулла (настоящее имя — Луиджи Висконти) (итал. Fanfulla; 26 февраля 1913, Рим, Италия — 5 января 1971, Болонья, Италия) — итальянский комедийный актёр театра и кино.

## Биография
Дебютировал на театральной сцене в раннем возрасте вместе со своей матерью, актрисой Мерседес Менолези (известной как Дьяволина). С середины 1940-х до конца 1950-х годов выступал под сценическим псевдонимом Фанфулла. Был популярным комиком шоу-кабаре.
В кино с 1951 года. Играл в фильмах Федерико Феллини, Марино Джиролами, Джорджо Симонелли, Дино Ризи и др. Исполнил около 60 ролей в кино.
Умер от сердечного приступа. Похоронен на римском кладбище Кампо Верано.

## Награды
- 1970 — Премия «Серебряная лента»

## Избранная фильмография
- 1970 — Нини Тирабушо
- 1970 — Клоуны — итальянский клоун
- 1969 — Сатирикон Феллини — Верначчио
- 1967 — Убийство по договору
- 1965 — Я, я, я… и другие — эпизод
- 1964 — Интрига
- 1962 — Ревущие годы
- 1961 — Конный карабинер
- 1961 — Как хорошо жить
- 1961 — Какая женщина… и какие доллары!
- 1961 — Багдадский вор — Фарид
- 1960 — Уличный регулировщик — эпизод (нет в титрах)
- 1960 — Смех радости
- 1960 — Последний поезд в Шанхай
- 1960 — Матадор — Сор Аннибале
- 1960 — Любовь в Риме — Морено, актёр-комик
- 1959 — Тото, Пеппино и фанатики — Джасинто, организатор благотворительности
- 1959 — Сын красного пирата
- 1959 — Мир чудес
- 1958 — Тото и Марселино
- 1958 — Тото в Париже
- 1952 — Настройщик прибыл
- 1952 — Мошенник в раю
- 1951 — Тицио, Кайо, Семпронио
- 1951 — Это был он… да! да!